# Hamid Merakchi
Hamid Merakchi (ur. 28 stycznia 1976 w Ajn Tumuszanat, zm. 16 listopada 2024 w Marsylii) – algierski piłkarz grający na pozycji napastnika. W swojej karierze rozegrał 4 mecze w reprezentacji Algierii i strzelił w nich 4 gole.

## Kariera klubowa
Karierę piłkarską Merakchi rozpoczął w klubie ES Mostaganem. W jego barwach zadebiutował w sezonie 1996/1997 w pierwszej lidze algierskiej. Grał w nim do 1998 roku.
Latem 1998 Merakchi przeszedł do tureckiego klubu Gençlerbirliği z Ankary. W tureckiej lidze zadebiutował 9 sierpnia 1998 w wygranym 5:1 domowym meczu z Erzurumsporem. W Gençlerbirliği Algierczyk grał przez dwa sezony.
Latem 2000 roku Merakchi wrócił do Algierii i został zawodnikiem MC Algier. W 2001 roku odszedł z niego do WA Tlemcen, z którym w 2002 roku zdobył Puchar Algierii. W sezonie 2003/2004 grał w MC Oran oraz w USM El Harrach. Z kolei w 2005 roku podpisał kontrakt z WA Mostaganem.

## Kariera reprezentacyjna
W reprezentacji Algierii Merakchi zadebiutował w 1998 roku. W 2000 roku został powołany do kadry na Puchar Narodów Afryki 2000. Na tym turnieju był rezerwowym bramkarzem i nie rozegrał żadnego spotkania. W kadrze narodowej od 1998 do 2000 roku rozegrał 4 mecze, w których strzelił 4 gole.